# Granat RPG-43
RPG-43 – radziecki, ręczny granat przeciwpancerny o działaniu kumulacyjnym. 
Granat ten znajduje się również w uzbrojeniu Wojska Polskiego. Przebija pancerz o grubości do 75 mm. Posiada ładunek kumulacyjny wraz z zapalnikiem powodującym wybuch granatu z chwilą uderzenia w przeszkodę.